# Active Wheel
Pour les articles homonymes, voir Actif et Wheel.

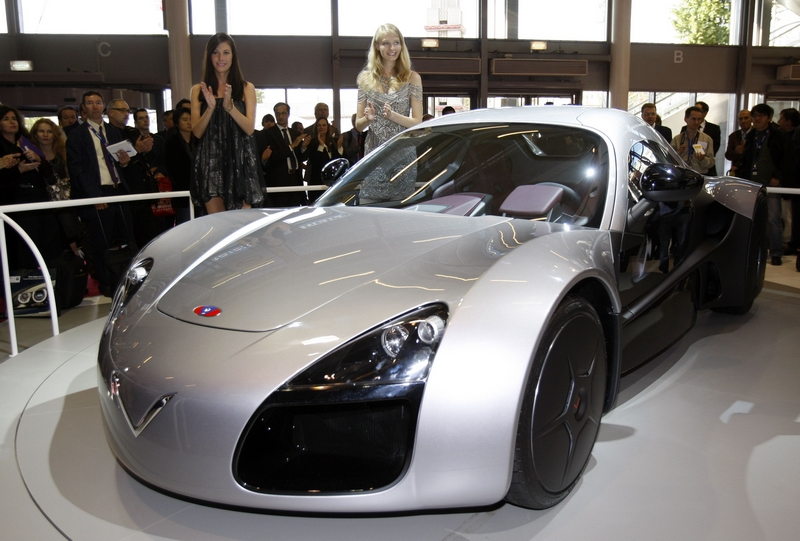
Concept car Venturi Volage du mondial de l'automobile de Paris 2008, voiture électrique propulsée par 4 moteur-roue Active Wheel Michelin de 30 kW chacun

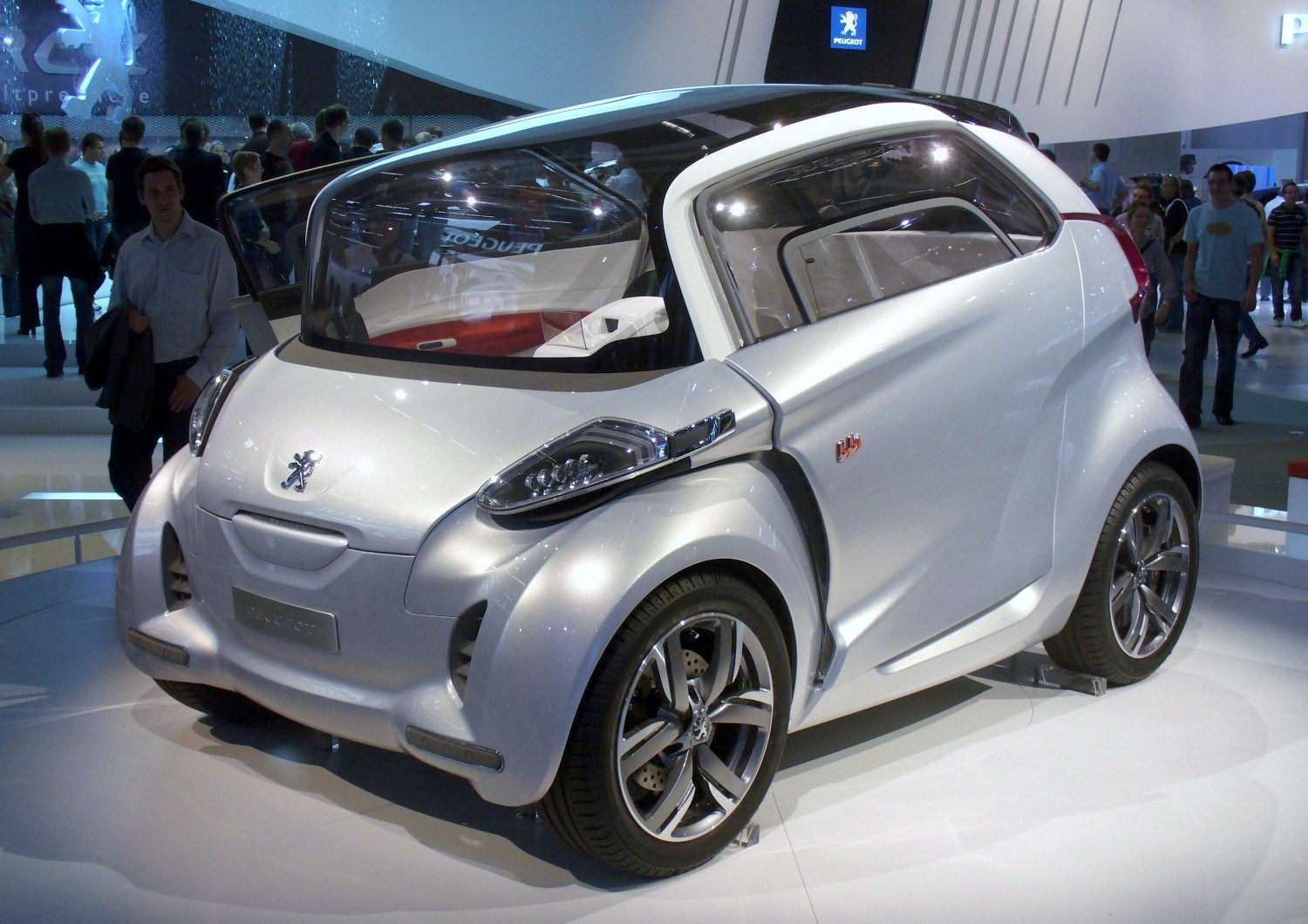
Concept car Peugeot BB1 du salon de l'automobile de Francfort 2009, voiture électrique propulsée par 2 moteurs Active wheels arrière de 7.5 kW chacun

Active Wheel (roue active, en anglais) est un projet de recherche des années 2000, de moteur-roue électrique pour voiture électrique ou automobile hybride électrique, du fabricant de pneumatique français Michelin, à base de roue active abritant deux moteurs électriques : un moteur de traction (jusqu’à 30 kW de puissance), et un second de commande de suspension active. Présenté en 2004, le projet est interrompu en 2014.

## Historique
Le moteur-roue est une invention technique du début du XXe siècle, avec notamment le moteur-roue électrique Lohner-Porsche de 1899 de Ferdinand Porsche (un des inventeurs des voiture électrique et voiture hybride électrique vers 1900), le moteur en étoile 5 cylindres thermique de moto Megola de 1924, ou des moteurs hydrauliques sur des engins de chantier ou de manutention lourde...

### Michelin
L'Active Wheel de Michelin est présentée au mondial de l'automobile de Paris 2004, sur le véhicule prototype démonstrateur technologique Michelin HY-Light, équipé d'une pile à combustible à l'hydrogène,, puis entre autres, au mondial de l'automobile de Paris 2008 sur une Venturi Volage et sur une Will d'Heuliez (prévues pour fonctionner avec des batteries lithium-ion ou lithium-polymère), ainsi qu'au salon de l'automobile de Francfort 2009 sur Peugeot BB1 (propulsée par deux moteurs arrière de 7,5 kW chacun)…
Michelin annonce l'arrêt du projet en 2014, en raison d’inconvénients de coûts trop élevés de conception et installation de moteurs électriques de taille réduite suffisamment puissants sur des roues, de poids, et d'encombrement trop important du système..., par rapport à d'autres solutions de moteurs électriques central, ou sur essieux, de très nombreux projets de recherche concurrents de voiture électrique et automobile hybride électrique, dont Citroën Survolt (2010), Renault Zoe (2012), Tesla Model S (2012), Formule E (2014), Porsche Mission E (2015), Aston Martin DBX Concept (2015), Volkswagen I.D. Concept (2016), Renault TreZor (2016), Tesla Roadster (2017), Mercedes-Maybach Vision 6 (2017), Audi PB18 e-tron (2018), Peugeot e-Legend (2018), Porsche Taycan (2019), Aston Martin Rapide E (2019)...

## Description
L'ensemble du système (moteurs, suspension, et frein à disque) est contenu dans la jante, à l'intérieur de la roue,.
L'Active Wheel Michelin a pour avantage entre autres de limiter au maximum les masses non suspendues, et donc l'inertie de la roue par rapport à un moteur roue classique et par conséquent de préserver la tenue de route, point faible jusqu'ici de ce concept. Ce dispositif est très différent et beaucoup plus perfectionné que le moteur-roue d'Hydro-Québec, qui assurait uniquement les fonctions traction et freinage, mais au prix d'une masse non suspendue non négligeable.
Le principe de moteur-roue électrique (2 ou 4 roues motrices) fonctionne sans boîte de vitesses, embrayage, cardans, barre anti-roulis, ou arbre de transmission.
L'active wheel ne permet pas de faire varier la hauteur de caisse ni d'incliner le véhicule. La charge du véhicule est uniquement reprise par les ressorts. Le moteur de suspension peut momentanément exercer une charge positive ou négative sur ce dernier pour la fonction d'anti-roulis, d'anti-tangage en plus de la visquance variable.